# Geprefabriceerd beton

De bouw van een woning met geprefabriceerde elementen

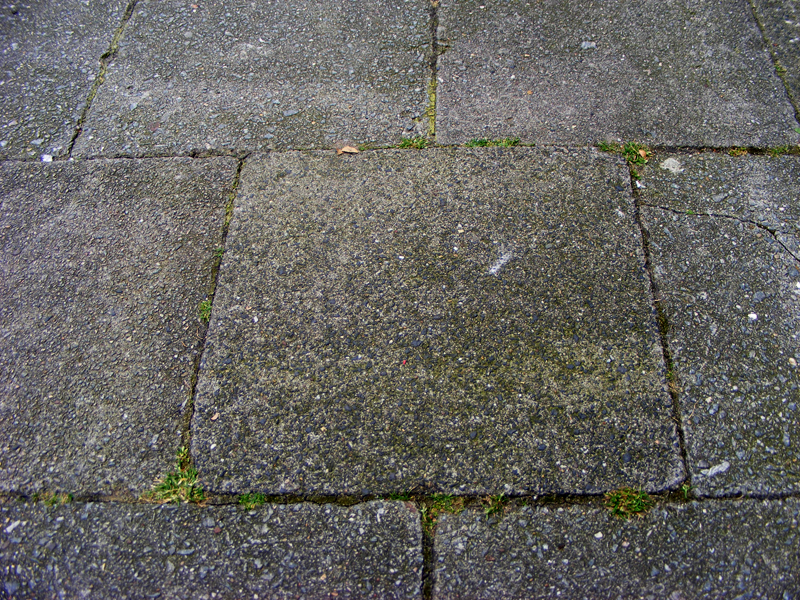
Het meest toegepaste element van geprefabriceerd beton: de stoeptegel van 30 × 30 cm

Geprefabriceerd beton of prefabbeton is een bouw- of constructiemateriaal van beton of gewapend beton dat in de regel in geconditioneerde omstandigheden gefabriceerd wordt op een andere locatie dan de bouwlocatie waar het wordt verwerkt, bijvoorbeeld heipalen, trottoirtegels, stoepranden, kolommen, wandelementen en vloerelementen.
Wanneer veel bouwelementen dezelfde specificaties hebben (afmeting, sterkte, afwerking), kan het economische en logistieke voordelen hebben die elementen niet ter plaatse te storten, maar in een fabriek. Het is dan mogelijk de productie over een lange periode te spreiden en een voorraad aan te houden. Een sprekend voorbeeld daarvan zijn stoeptegels. Het voordeel blijft bestaan wanneer voor één bouwlocatie veel van dezelfde elementen (bijvoorbeeld tussenwanden, vloerdelen, geveldelen) nodig zijn zoals bij elementenbouw.
Soms wordt beton geprefabriceerd omdat het op de bouwlocatie zelf niet mogelijk (of te duur) is het beton in de gewenste vorm te  gieten, zoals vaak het geval is bij tunneldelen en brugdelen.
Andere voordelen zijn:
- betere controle over het productieproces;
- betere en constantere kwaliteit;
- hogere productiesnelheid;
- geen overlast (waaronder geluidhinder) op de locatie;
- hogere bouwsnelheid (het be- en ontkisten en het uitharden van het beton is nu geen rechtstreeks onderdeel meer van de bouwplanning, deze fasen kunnen parallel aan andere fasen van het bouwproces lopen);

Een nadeel is dat de geprefabriceerde elementen naar de locatie moeten worden getransporteerd, wanneer de afmetingen groter zijn dan wordt toegelaten op de openbare weg moet een exceptioneel transport worden geregeld. Transporten tot ongeveer 30 ton zijn geen uitzondering. Indien het vervoer geheel over water kan plaatsvinden, komt een dergelijke beperking te vervallen.
Wanneer het gaat om grote volumes, of als de constructie dat vereist, moet vaak worden afgezien van geprefabriceerd beton.